# Лазарев, Егор Егорович
Егор Егорович Лазарев (псевдоним Бровинский; 12 апреля 1855, Самарская губерния — 23 сентября 1937, Прага) — российский революционер, народник, правый эсер, делегат Всероссийского Учредительного собрания, министр просвещения КОМУЧа, политэмигрант, редактор, автор мемуаров.

## Биография

### Ранние годы. Народная воля
Егор Лазарев родился 12 апреля 1855 года в селе Грачёвка Бузулукского уезда (Самарская губерния) в семье вольного крестьянина, чей отец (дед Егора) был крепостным. Ко времени всеобщей отмены крепостного права Егору исполнилось шесть лет.
Лазарев покинул родное село в семилетнем возрасте, чтобы учиться в Самарском приходском училище. Жил у своей неграмотной тётки Лизаветы — бывшей дворовой девушки помещика Карпова, переехавшей в Самару и приписавшейся к мещанскому сословию. Плата за содержание Егора состояла из двух рублей и двух пудов пшеничной муки в месяц. Кроме этого, он был «на побегушках» в тёткиной «мелочной лавочке». Был воспитанником В. П. Чепурниковой.

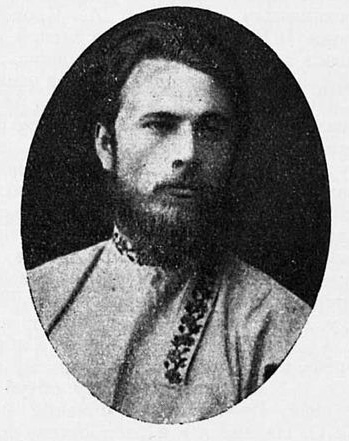
Е. Е. Лазарев (1885)

Егор стал участником собраний самарской интеллигенции, происходивших по вечерам в швейной мастерской другой своей тётки — Анны. При этом он отлично учился сначала в приходском, а затем и в уездном училище, окончив которое в 1867 году, он поступил в «школу барскую» — самарскую гимназию. Имел наивысшие оценки по всем предметам, параллельно давал уроки и фактически содержал себя сам.
В 1872 году гимназист Лазарев состоял в тайном кружке самообразования, а через год, вместе с будущим народовольцем Юрием Богдановичем, отправился пропагандировать по окрестным деревням. Тогда же он вступил в местную народническую организацию. В этот период его дядю, провинциального актёра, подвергли, по указанию губернатора, телесному наказанию.
По собственным воспоминаниям, в среде народников Лазарев считался «правым» или «умеренным», но 10 августа 1874 года он был арестован (как участник «хождения в народ»), исключён из гимназии и привлечён к дознанию. Из самарской тюрьмы его перевели в столичный дом предварительного заключения. На суде «О пропаганде в империи» (известном как «Процесс ста девяноста трёх») он был оправдан и освобождён (23 января 1878), но остался под гласным надзором «охранки».

### Служба. Карс. Встреча с Толстым
В составе 159-го пехотного Гурийского полка Лазарев принимал участие в Русско-турецкой войне 1877-78 годов, участвовал в осаде Карса, вёл пропаганду среди военных. В 1880 году он был уволен в запас в чине унтер-офицера, присвоенном «за храбрость». В том же году он познакомился со Львом Толстым и посетил Ясную Поляну.

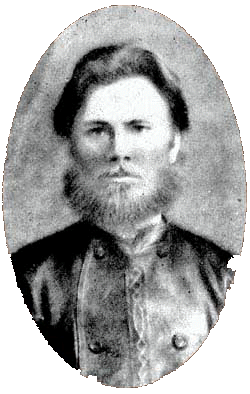
Лазарев-Набатов

По возвращении Лазарев сближается с М. Ф. Грачевским, членом Исполнительного комитета «Народной воли», и становится одним из создателей народовольческой группы в Самаре. В 1884 году Егор Лазарев был арестован за участие в военной организации «Народной воли» на основании показаний С. П. Дегаева.
В заключении в московской Бутырской тюрьме Лазарева посетил сам Лев Толстой. Впоследствии именно Лазарев стал прототипом революционера Набатова в толстовском романе «Воскресение».
По решению Особого совещания от 22 июля 1884 года Лазарев был сослан в административном порядке на три года в забайкальское село Татауровское (Читинский округ). Отбыв срок, Лазарев был освобождён 8 июля 1887 года с воспрещением к проживанию в ряде городов Российской империи. Он вернулся в родное село, но уже через год, 19 февраля 1888 года, был снова арестован в Бузулуке из-за связей с «Народной волей» (по «делу Савицкой и Пеньковского») и «противозаконного» интереса к секте штундистов. Содержался в Самарской и Киевской тюрьмах.

### Побег и эмиграция. США
В августе 1888 года Лазарев опять был выслан в Восточную Сибирь на пять лет, но уже 4 июля 1890 года он бежал и эмигрировал в США. Позже по инициативе Е. Лазарева и с его непосредственным участием, с помощью Д. Кеннана была создана целая система для устройства побегов политических ссыльных.

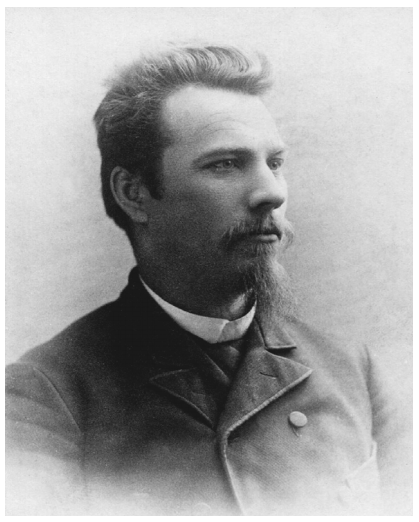
Е. Е. Лазарев в Америке (1890)

Лазарев жил в Сан-Франциско, затем в Денвере, где интенсивно занимался изучением английского языка в «Академии красноречия и выразительного чтения», а летом 1891 года работал на крупной земледельческой ферме. Во время двухлетнего пребывания в городе Милуоки (англ. Milwaukee) под фамилией Бровинский он освоил ремесло профессионального наборщика.
В Америке Егор Егорович работал на заводе, а также помогал американскому Обществу друзей русской свободы вести агитацию против самодержавия. Он выучил английский язык и активно помогал Кеннану в подготовке его книги «Сибирь и ссылка» к печати: «сделался ближайшим советником и руководителем агитационной деятельности [Кеннана], получившего возможность издать свой труд о Сибири лишь благодаря сотрудничеству Лазарева». Кроме того, Егор Егорович встречался с В. Г. Короленко на Всемирной выставке в Чикаго.
Перебравшись в Нью-Йорк, «опытный спорщик и сильный агитатор» Лазарев вместе с эмигрантом Л. Б. Гольденбергом основал «Общество американских друзей свободы в России». Собирался принять американское гражданство.

### Лондон. Парижский арест. Швейцария
Весной 1894 года Лазарев — «человек свежий, стоящий вне партий, не замешанный в эмигрантские дрязги, энергичный, не связанный личными интересами в пользу того или иного кружка и потому способный создать требуемое революционное представительство» — перебрался в Лондон для объединения разрозненных революционных групп. На вокзале его встретил «народник» Н. В. Чайковский и отправил в «глухое загородное местечко», где и происходили конспиративные встречи с русскими социалистами различных течений.
Из британской столицы Егор Лазарев поехал в Париж как представитель Фонда вольной русской прессы (куда входили С. М. Степняк-Кравчинский, Н. В. Чайковский, Ф. Б. Волховский, Л. Э. Шишко, Л. Б. Гольденберг), но, под давлением российских властей, он был арестован и 12 июля 1894 года выслан из Франции. Полицейский агент П. И. Рачковский после этого писал, что «мы достигли результатов в смысле разрушения всех планов Лазарева».

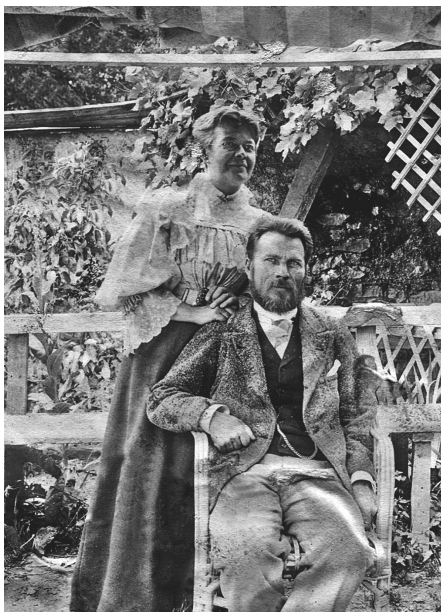
Лазарев с женой на ферме (1900)

Летом 1895 года Лазарев перебрался («навсегда переселился») в Швейцарию, где женился на вдове русского эмигранта Юлии Александровне Лакиер, «располагавшей средствами», и поселился в местечке Божи над Клараном (фр. Baugy sur Clarens), периодически совершая поездки в Женеву и в Цюрих. На швейцарской вилле Лазаревых подолгу жили, поправляя подорванное в тюрьмах здоровье, представители самых разных социалистических течений (включая Ленина и Троцкого). В 1897 году на вилле инкогнито останавливалась на две недели австрийская императрица Елизавета.

Приехала сюда императрица австрийская Елизавета, стала пить кефир, молоко от нашей фермы. И то и другое ей так понравилось, что она заинтересовалась фермой и пожелала узнать подробности <…>. Совершенно неожиданно явилась к нам на ферму. Я пригласил её в сад, и, усевшись, она выпила с удовольствием бутылку кефира и провела больше часа, толкуя о политике. Инкогнито живёт она в Гранд-отеле. Особа очень милая, симпатичная. Пробудет она ещё недели две здесь. И все это время мне придется бегать, как борзому кавалеру.— из письма болгарскому социалисту Каялову в Софию, 9 апреля 1897 года

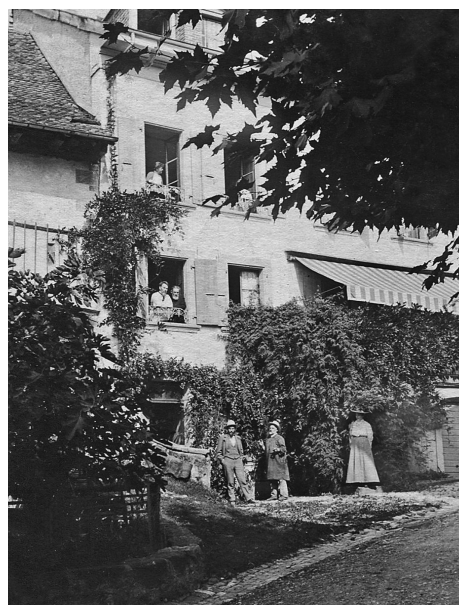
Основное здание фермы Лазаревых

В этот период Лазарев входил в Аграрно-социалистическую лигу, основанную по инициативе В. М. Чернова, а в начале XX века он вступил в Партию социалистов-революционеров (ПСР). В октябре 1895 года Лазарев «имел свидание с Плехановым и Аксельродом, что, как и следовало ожидать, кончилось между ними не проектированным соглашением, но новым крупным раздором».

### 1905. Петербург и высылка
Во время Первой русской революции 1905—1907 годов Лазарев находился в России, входил в состав Крестьянской комиссии при ЦК ПСР и был одним из экспертов эсеровской группы при Второй Думе, но в 1907 году он вновь выехал в Швейцарию.
В 1909 году Лазарев вернулся в Петербург, где начал работать секретарём редакции журнала «Вестник знания». В 1910 году он был арестован и в третий раз сослан в Сибирь. Ссылка была заменена высылкой за границу.
Во время Первой мировой войны Лазарев примкнул к оборонцам.

### 1917. Учредительное собрание. КОМУЧ
Лазарев вернулся в Россию в 1917 году — но перед своим отъездом он успел стать свидетелем посадки Ленина в знаменитый запломбированный вагон.

Как все просто, быстро и организованно — чисто по-немецки! Между тем мы, социал-патриоты, действовали по-французски. Сколько волокиты, просьб и всяких формальностей пришлось претерпеть, чтобы с опасностью для жизни и всякими остановками добраться через Францию, Англию, Швецию и Финляндию и, наконец, попасть в Петроград.— ГАРФ, ф. Р-5959, оп. 1, д. 12, л. 4
В России Лазарев отправился в Самару, где был избран в губернский комитет ПСР и членом исполкома Всероссийского Совета крестьянских депутатов. В мае — июне он находился в Москве и участвовал в Третьем съезде ПСР.

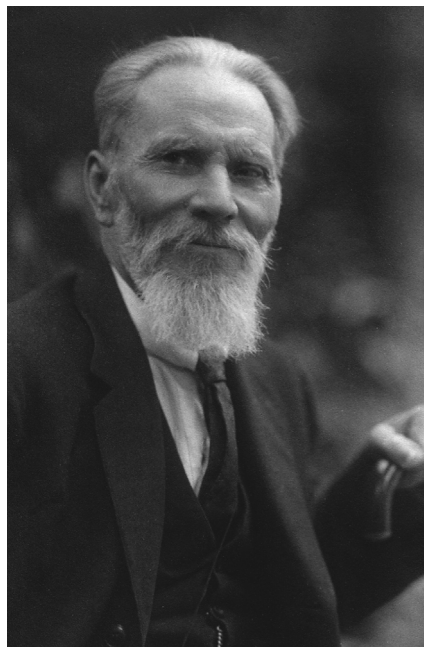
Е. Е. Лазарев в Чехословакии (1926)

Октябрьскую революцию 1917 года Лазарев не принял, стал сторонником решительной борьбы с большевиками. В конце года он избрался делегатом Всероссийского Учредительного собрания от Самарского округа по списку № 3 (эсеры и Совет крестьянских депутатов). Оставил подробные воспоминания о заседании-разгоне Собрания 5 января 1918 года.
Лазарев стал министром просвещения в правительстве КОМУЧа в Самаре, куда пробрался «с документами на имя члена Геологического общества с поручением от Совнаркома»; открыл местный университет. После занятия Самары большевиками эвакуировался в Сибирь.
В Омске Лазарев встречался с генералом Штефаником, первым военным министром независимой Чехословакии. В эшелоне чешских инвалидов Лазарев приехал во Владивосток, где пробыл больше месяца. На Русском острове он встретил своих недавних коллег по КОМУЧу: И. М. Брушвита и П. Д. Климушкина.

### Прага. Последние годы
В июне 1919 года Егор Егорович в последний раз покидает Россию: он эмигрировал в Прагу, где стал издавать журнал «Воля России». В июле 1920 года он принял участие в работе внепартийного объединения эсеров в Париже. В 1922 году смог перевезти жену из Швейцарии в Прагу. В конце ноября 1923 года он участвовал в съезде членов ПСР.

Могу констатировать, что все мы находимся в атмосфере сумасшедшего дома. В нас набито столько утопизма, максимализма, что дальше идти некуда. Мы, прежде чем строить центральную организацию, должны дать друг другу амнистию: раз и навсегда забыть прошлое. <…> Мы все делали ошибки и все виноваты.— из выступления на съезде ПСР (1923), РГАСПИ, ф. 673, оп. 1, д. 955—964.

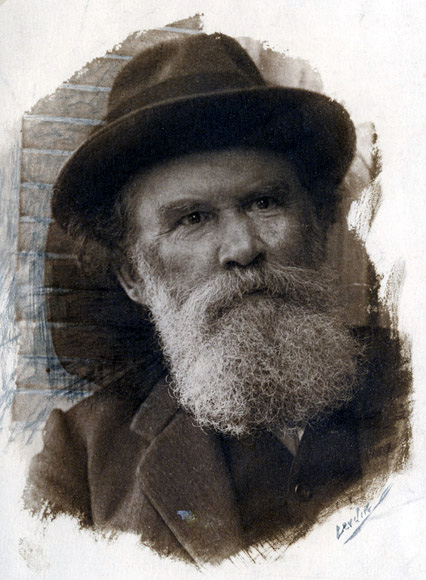
Е. Е. Лазарев в последние годы

В январе — феврале 1931 года в Праге состоялась «теоретическая конференция» эсеров, которую открывал Егор Егорович Лазарев. В последние годы жизни, особенно после кончины жены (1932), Лазарев стал серьёзнее заниматься своим архивом. Он регулярно посылал письма в советскую Россию (В. Н. Фигнер, А. П. Прибылёвой-Корба, М. П. Шебалину) и даже намеревается вступить во Всесоюзное общество политкаторжан и ссыльнопоселенцев.
Поздние записи Егора Лазарева «полны беспокойства», связанного с набирающим силу фашизмом и его влиянием на страны Европы. 16 мая 1937 года он оставляет без комментариев запись в своем дневнике: «Страшная сенсация — процесс над Бухариным и Рыковым».
«Дедушка русской революции», Егор Егорович Лазарев, скончался 23 сентября 1937 года в Праге. Его тело было кремировано.

## Мнения современников
Оказавшийся в том же месте ссылки народник Н. А. Чарушин вспоминал о Е. Е. Лазареве:
Жизнерадостный и энергичный, он вносил большое оживление в колонию ссыльных.
Е. Д. Кускова писала о Лазареве:
Полная противоположность Плеханову. Веселый, шутник, объятия ко всем людям.
Секретный агент Департамента полиции Сергеев воспроизводил следующий эпизод из жизни Лазарева:
Немудрено, что полиция выпустила Лазарева из рук. <…> Он был в руках полиции, но будучи в лаптях и в костюме великорусского рабочего, а лицо его неинтеллигентное и вдобавок с крестьянским происхождением. Усвоив язык и все манеры рабочего до неподражаемости самым даровитым актерам, он этим отвел глаза задержавшему его жандарму, который расстегнул его и спрашивает: „А ну-ка покажи — крест есть ли у тебя на груди?“ А он, прикинувшись дурачком, показывает свой крест и отвечает: „Да я нешто, безбожник, што ли?“ Понятно, что у бедного жандарма все сомнения исчезли.
В июне 1894 года П. И. Рачковский, ведающий всей зарубежной агентурой, писал:
Я поставил себе задачей выяснить сношения Лазарева с Россией. Задача сложная, ибо он человек крайне остроумный, сдержанный. И чтобы достигнуть намеченной цели, придется употребить немало настойчивости.
Секретный агент Сергеев указывал, что Лазарев «действует крайне хитро, лавируя между разными эмигрантскими сообществами, споря с одними, соглашаясь с другими, переубеждая третьих».

## Произведения
- Лазарев Е. Е. Гавайский сенатор (Н. К. Руссель) и вожди русского православия епископ Владимир и К. П. Победоносцев. С приложением документов от издателя. — Женева, 1902.
- Лазарев Е. Земля и воля. — СПб., 1906.
- Лазарев Е. Е. Аграрный катехизис. — Москва: Земля и Воля, 1917.
- Лазарев Е. Е. Как крестьянам дали волю. — Популярная библиотека под редакцией С. Нечетного и А. Рудина, № 2. — Петроград, 1917. — 32 с. Архивировано 18 октября 2016 года.
- Лазарев Е. Е. Воспоминания об освобождении крестьян. — М.: Сеятель, 1918. — 91 с.
- Лазарев Е. Е. Из переписки с друзьями / Е. Е. Лазарев. — Ужгород: Издание группы друзей, 1935. — 120 с.
- Лазарев Е. Е. Моя жизнь. Воспоминания, статьи, письма, материалы. — Прага: типогр. «Легиография», 1935. — 312 с.
- Лазарев Е. Е. Ленин-Ульянов. — Прага, 1924.
- Лазарев Е. Е. К смерти Ильи Адольфовича Рубановича: (Из воспоминаний) // Воля России. — 1922. — № 4(32). — С. 59—68.
- Лазарев Е. Е. Дмитрий Богров и убийство Столыпина // Воля России. — 1926. — № 6—9.
- Лазарев Е. Е. Воспоминание о мартовской революции // Воля России. — 1921. — 15 марта (№ 153). Архивировано 16 октября 2016 года.
- Лазарев Е. Е. Джорж Кеннан (Некролог) // Воля России. — 1924. — Июль (№ 12—13). Архивировано 18 октября 2016 года.
- Лазарев Е. Е. Бабушка Брешковская (К восьмидесятилетию со дня ее рождения) // Воля России. — 1924. — № 3. Архивировано 18 октября 2016 года.
- Лазарев Е. Е. Брешковская // Дни. — 1924. — 26 января (№ 370). — С. 4—6. Архивировано 16 октября 2016 года.
- Лазарев Е. Е. Коммунистическое общество. — середина 1920-х годов. Архивировано 16 октября 2016 года.
- Лазарев Е. Письмо в редакцию и сотрудникам газеты «Новости» // Новости. — 1915. — 6 мая (№ 229). Архивировано 16 октября 2016 года.
- Лазарев Е. Е. Из воспоминаний о Л.Н.Толстом // Воля России. — 1922; 1923. — № 34, 35; 1, 2, 4.[9]
- Лазарев Е. Е. Дела давно минувших лет // Воля России. — 1925. — № 3, 4, 5.
- Статьи в эсеровских газетах «За родину», «За рубежом»[2], «Новости» в 1914—1917 годах[1].

## Семья
Жена: Юлия Александровна (по первому мужу Лакиер; 1854—1932) — состоятельная вдова, организатор «лечения кефиром» в Швейцарии:
Боже, как я проклинаю себя за то, что связала себя по рукам и ногам этой фермой. Ведь она поглощает такую массу у всех нас времени, что один ужас берет, и невольно спрашиваешь себя: неужели такая сфера деятельности есть цель жизни? Нет, это что-то кошмарное, и я не могу себе представить, как это люди мирятся с подобной жизнью?!